# Pečarstvo
Pečarstvo je obrtna dejavnost, ki se ukvarja z izdelovanjem pečnic ter postavljanjem in popravilom lončenih peči. V novejših časih se je dejavnost razširila tudi na postavljanje kaminov, kaminskih peči, pizza peči in štedilnikov.